# Miro (cantante)
Miro, pseudonimo di Mario Baldoni, agli esordi conosciuto come Miro Banis (Macerata, 31 gennaio 1943), è un cantautore italiano.

## Biografia
Cresciuto a Macerata, dopo aver ottenuto il diploma di ragioniere si trasferisce a Perugia.
Inizia l'attività di musicista cantando con l'Orchestra Aloisi (nota nelle Marche), di cui faceva parte anche il padre.
La prima manifestazione importante di quel tempo alla quale partecipa è il Festival di Castrocaro, di cui vinse le selezioni marchigiane a Porto Recanati; partecipando poi nel 1964 al Festival degli sconosciuti di Ariccia con il suo nome di battesimo, ottenendo un oontratto discografico con la Jolly, che pubblica il suo primo 45 giri.
Negli anni successivi continua ad esibirsi con il suo gruppo, chiamato dapprima I Solivar e in seguito "I Transistor", con cui riesce ad ottenere un contratto discografico con la City Record e a pubblicare il secondo 45 giri nel 1965 e il terzo (per la Metropol, etichetta di proprietà della City Record e distribuita, come la casa madre, dalla Ariston Records) nel 1967, contenente anche una cover di And I Love Her dei Beatles.
Il complesso è formato, oltre che da Miro, da Cesare all'organo, Franco alla chitarra, Gianni al basso, un altro Gianni alla batteria, Chico alla tromba e Mario al sassofono; nello stesso anno del debutto partecipano ad una compilation in cui alcuni artisti emergenti incidono le canzoni del Festival di Sanremo 1967, cantando Proposta dei Giganti e C'è chi spera, presentata da Riky Maiocchi in abbinamento con Marianne Faithfull.
Il gruppo incide ancora un 45 giri per la Parade nel 1969 e poi si scioglie; Banis forma quindi i Woo-Doo, con cui si esibisce in molti locali, senza però incidere.
Nel 1970 intraprende la carriera solista con il solo nome di battesimo firmando per la Edibi, casa discografica legata alle edizioni musicali Bideri, e partecipando con 'A nave al Festival di Napoli 1970.
Passa poi alla Zeus, etichetta napoletana, e pubblica un 45 giri con la sigla della trasmissione televisiva Piccola ribalta (che succede stasera); l'anno successivo partecipa a Un disco per l'estate 1973 con  Tu mi regali l'estate, canzone scritta dal maestro Franco Zauli.
Il 1973 è anche l'anno del primo album, Per conoscermi, mentre l'anno successivo scrive insieme a Giulifan la canzone Cavalli bianchi, che Little Tony presenta al Festival di Sanremo 1974.
Passa poi alla Joker, e torna a Un disco per l'estate nel 1975 con Nella mente casa mia.
Passa poi alla Vedette, con cui incide, dopo un 45 giri nel 1977 con Carly, canzone che risucote un buon successo, altri due album: il primo di essi, Real Life Games, è un disco funky cantato interamente in inglese, che la casa discografica tentò di lanciare anche all'estero, mentre del secondo, Ambiguità (con testi con tematiche omosessuali), viene ricordata Oh no dottore!, pubblicata come 45 giri e che racconta di uno psicanalista che fa delle avances al paziente.
Sempre nel 1977, durante la lavorazione di Real Life Games, la medesima etichetta pubblica come side project il 45 giri di Love's Ok, singolo dance prodotto da Allan Goldberg e Phil Sun e arrangiato dal maestro Vince Tempera.
Al Festival di Sanremo 1987 partecipa come autore di Canto per te cantata da Flavia Fortunato.
Miro è stato anche il produttore di Franco Dani per il quale ha scritto molte canzoni: Aspettami, Dove vai, Manchi solo tu e altre; Dove vai (Dischi Ricordi) ha rappresentato l'Italia al Festival Internazionale di Seoul (Korea).
Passa poi alla Gala Record, etichetta distribuita dalla Dischi Ricordi, con cui incide altri 45 giri negli anni '80.
Di recente Real Life Games è stato ristampato in CD dalla M2U Records.

## Discografia

### Album in studio
- 1973: Per conoscermi (Zeus, BE 0054)
- 1978: Real Life Games (Vedette, MLP 5551 - riedito nel 1998 in formato CD, M2U Records, 1019)
- 1979: Ambiguità (Vedette, MLP 5560)

### Singoli

#### Come Miro
- 1965: Ero io/Argini (Jolly, J 20288)
- 1965: Paga la multa e taci/Dimmi con chi vai (City, C 6138; come Miro Aldi & i Solivar)
- 1967: Un giorno qualunque/La tua voce (Metropol, MRC 7013; come Miro Banis e i Transistors)
- 1969: Cosa cerchi/Portami con te (Parade, PRC 5077; come Miro Banis e i Transistors)
- 1970: 'A nave/Quello che sembra amore (Edibi, EDB 11076)
- 1973: Tu mi regali l'estate/Camminando sui tetti delle case (Zeus, BC 5021)
- 1974: Era il male/It Was Evil (Zeus, BC 5025)
- 1974: Estate mia/Amare (Zeus, BC 5027)
- 1975: Ma l'amore dov'è?/La strega (Joker, M 7187)
- 1975: Nella mente casa mia/Mondo mondo porta via (Joker, M 7189)
- 1977: Carly/Take My Life (Vedette)
- 1979: Oh no dottore!/Riflessi (Vedette, VVN 33308)
- 1983: Film/Segreto (Gala Record, GL 1004)

#### Come Rodrick
- 1977: Love’s Ok (Vedette, VVN 33286/VDS 9454)

### Raccolte
- 1967: Sanremo '67 (Metropol, AC 01/02; come Miro Banis e i Transistors)